# Котик, Ехезкель
Ехезкель Котик (25 марта 1847, Каменец-Литовский — 13 августа 1921, Варшава) — еврейский писатель-мемуарист, один из основоположников современной художественной литературы на идише.

## Биография
Родился в очень уважаемой семье состоятельного еврея-хасида. Переезжал с места на место, занимался различным  предпринимательством (заготовка леса, содержание шинка и т.д.). В конце концов, поселился в Варшаве, где содержал кофейню.
Первый том воспоминаний Ехезкеля Котика вышел впервые в Варшаве в конце 1912 года и был встречен критикой с большим энтузиазмом. Это была первая книга воспоминаний на идиш со времен Гликель из Хамельна. Еврейские писатели и публицисты, в их числе Шолом-Алейхем и Ицхок-Лейбуш Перец, не пожалели для 65-летнего «простого еврея» — хозяина дешёвой кофейни на Налевках, известного ходатая по еврейским делам и дебютанта на ниве литературы на идиш, — самых лестных слов. Первое письмо Шолом-Алейхема автору, написанное по прочтении книги, потрясённый неожиданным успехом автор поместил как предисловие ко второму изданию.

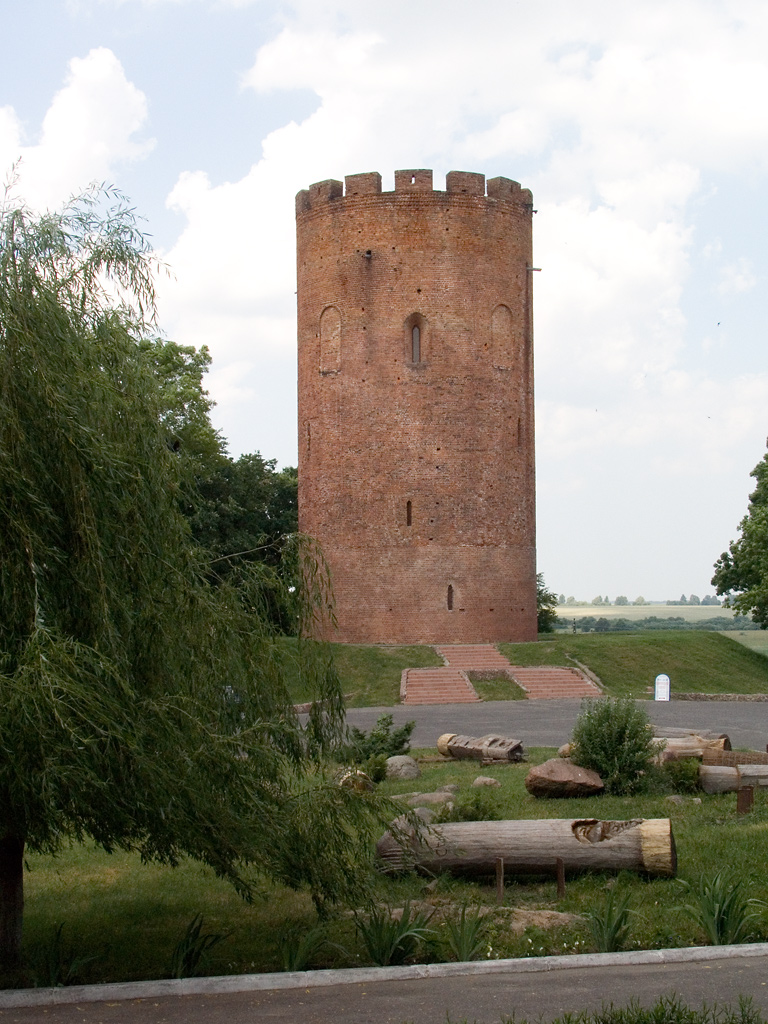
Каменецкая башня

Автор оказался с семьёй в Варшаве после долгих скитаний по Российской империи в поисках заработка. Скитания эти составили содержание 2-го тома, вышедшего впервые в конце 1913 г. В первом описан потерянный рай: родное местечко автора Каменец-Литовский, «где евреи жили бедно, но спокойно и — если можно так выразиться — со вкусом», со всем разнообразием его типов и учреждений, с его бытом и нравами, с взаимоотношениями внутри еврейской общины и с окружающей средой, с верованиями и представлениями, с городской верхушкой и духовенством, меламедами и арендаторами, скупцами и филантропами, хасидами и их противниками-«миснагдами», представителями власти и польскими помещиками — в обычное время и в эпохи кризиса, — со всем, типичным для еврейского местечка на протяжении веков, но уходящим в прошлое: «ныне этого ничего нет, нет и поэзии былых местечек. Америка их проредила, а тяжёлая для евреев жизнь в России, залив местечки чёрным свинцом антисемитизма, их совсем разрушила». До полного исчезновения еврейского Каменца осталось всего 30 лет, но автор этого не знает, и его рассказ о прошлом лишён надрыва.
История семьи автора — одной из самых уважаемых в местечке — ведётся с прадеда. Главные герои книги — любимый дед Арон-Лейзер и незабвенная бабушка Бейле-Раше. Автор рассказывает о своём детстве, годах учения, о юности, об отношении к хасидизму и нарождающемуся еврейскому Просвещению, о женитьбе и попытках найти своё место в жизни — в привычной среде или вне её, найти источник пропитания для семьи, не отказываясь от потребностей духа, о трудностях на этом пути — и многом другом. Поражает позиция автора: покинув местечко, в котором стало тесно духу и неудобно телу, никогда туда не вернувшись, Котик — не умалчивая ни о чём плохом — нашёл для своего Каменца слова глубокой любви.
«Что меня очаровало в Вашей книге, — писал Котику Шолом-Алейхем, — это святая, голая правда, безыскусная простота».
Язык, которым написана книга, прост и выразителен. Говоря о себе как о «простом еврее», автор, однако, был — по понятиям своей среды — человеком довольно образованным.

## Переводы на другие языки
Вызвав в качестве исторического источника при своём появлении большой интерес со стороны еврейской общественности, книга, появившись ещё раз в Берлине в 1922 г., вышла там же в отрывках в переводе на немецкий язык в 1936 г. и долго больше не издавалась, не попав фактически в научный оборот ни в Израиле, ни в России.
В 1998 году в Центре по истории польского еврейства при Тель-Авивском университете вышел на иврите 1-й том воспоминаний Котика в переводе Давида Асафа; в 2005 г. опубликован 2-й том. Будучи научным изданием, этот  перевод снабжён обширным предисловием и богатым справочным аппаратом. 
Перевод на английский язык, выполненный Маргарет Бирстейн под редакцией Давида Асафа, издан в Тель-Авиве в 2002.
Незадолго до выхода книги в Тель-Авиве Давид Асаф обменялся письмами с жившей в Москве внучкой Котика, Рахилью Абрамовной Котик, которая сообщила ему, что переводит книгу на русский язык. Не надеясь опубликовать перевод, Р. А. писала, что старается «для внуков». Вскоре после этого она умерла. Попытки узнать о судьбе перевода были напрасны. Ничего об этом не знают и потомки Котика, проживающие в Израиле.
Перевод «Моих воспоминаний» с идиша на русский язык сделан Майей Улановской и опубликован изд-вом "Гешарим - Мосты культуры".

## Произведения
- Котик Е. Мои воспоминания = מיינע זכרונות. — СПб.; М.; Иерусалим: Изд-во Европейского ун-та; Мосты культуры; Гешарим, 2009. — Т. 1. — 367 с.
- Котик Е. Мои воспоминания. Часть 2. Скитаясь и странствуя. М.—Иерусалим: Мосты культуры — Гешарим, 2012. — 302 с.